# 異世界で最強魔王の子供達10人のママになっちゃいました。
『異世界で最強魔王の子供達10人のママになっちゃいました。』（いせかいでさいきょうまおうのこどもたち10人のママになっちゃいました。）は、遠山えまによる日本の漫画作品。『月刊少年シリウス』（講談社）にて、2019年6月号から2024年1月号まで連載された。

## あらすじ
母を事故で亡くして天涯孤独となった少女、朱里が異世界に召喚され、魔王グランとの間に子供を作り、やがては世界を救う物語である。

## 登場人物
朱里（あかり）
16歳の女子高生。唯一の肉親であった母が自分を庇って交通事故に遭い亡くなってしまったため天涯孤独の身である。1年後「家族が欲しい」と願った時、魔族が暮らす異世界「ゾディア帝国」に召喚される。巫女として魔王グランとの間に10人の子供を作るように言われ戸惑うが、少しずつ受け入れ、アイテムなどで子供を作っていく。
グラン
魔族の王。「魔王」と称される。無愛想で冷徹だが冷酷ではなく、自国の民のことを考えている。また、朱里とも少しずつ惹かれ合う。
アルベール
人間の国「ソレイユ」の勇者。ひょんなことから朱里の助けになろうとする。
アン
朱里とグランの第一子。女の子。美味しい料理で全回復させる。
ドゥー
朱里とグランの第二子。男の子。全ての武器・道具を使いこなす。
トロワ
朱里とグランの第三子。男の子。キャトルの双子の兄。動物や魔物とコミュニケーションがとれる。
キャトル
朱里とグランの第四子。女の子。トロワの双子の妹。どんなものでも建築できる。
サンク
朱里とグランの第五子。男の子。完璧な作戦計画を立てる策略家。
シス
朱里とグランの第六子。女の子。どんな手術も成功させる外科医。
セト
朱里とグランの第七子。男の子。ユイ、ヌフとは三つ子。素敵な絵を描ける芸術家。
ユイ
朱里とグランの第八子。女の子。セト、ヌフとは三つ子。歌でみんなの心を動かす歌姫。
ヌフ
朱里とグランの第九子。女の子。セト、ユイとは三つ子。霊魂を一時的に宿せる霊媒師。
ディー
朱里とグランの第十子。男の子。未来を予知できる。

## 書誌情報
- 遠山えま『異世界で最強魔王の子供達10人のママになっちゃいました。』講談社〈シリウスKC〉、全10巻
  1. 2019年12月4日発売[2][4]、ISBN 978-4-06-517841-6
  2. 2020年4月9日発売[5]、ISBN 978-4-06-518754-8
  3. 2020年9月9日発売[6]、ISBN 978-4-06-520744-4
  4. 2021年2月9日発売[7]、ISBN 978-4-06-522153-2
  5. 2021年7月8日発売[8]、ISBN 978-4-06-523952-0
  6. 2021年12月9日発売[9]、ISBN 978-4-06-526247-4
  7. 2022年7月7日発売[10]、ISBN 978-4-06-528441-4
  8. 2023年1月6日発売[11]、ISBN 978-4-06-530299-6
  9. 2023年6月8日発売[12]、ISBN 978-4-06-531940-6
  10. 2023年10月7日発売[13]、ISBN 978-4-06-533923-7